# Манас-Бастанус
Мана́с-Бастану́с (фр. Manas-Bastanous) — коммуна во Франции, находится в регионе Юг — Пиренеи. Департамент — Жер. Входит в состав кантона Мьелан. Округ коммуны — Миранд.
Код INSEE коммуны — 32226.

## География
Коммуна расположена приблизительно в 630 км к югу от Парижа, в 95 км западнее Тулузы, в 36 км к юго-западу от Оша.

## Климат
Климат умеренно-океанический. Лето жаркое и немного дождливое, температура часто превышает 35 °С. Зимой часто бывает отрицательная температура и ночные заморозки. Годовое количество осадков — 700—900 мм.

## Население
Население коммуны на 2010 год составляло 89 человек.
| 1962 | 1968 | 1975 | 1982 | 1990 | 1999 | 2010 |
| ---- | ---- | ---- | ---- | ---- | ---- | ---- |
| 142  | 139  | 137  | 125  | 122  | 105  | 89   |

## Администрация
| Период | Период | Фамилия     | Партия | Примечания |
| ------ | ------ | ----------- | ------ | ---------- |
| 2001   | 2020   | Мишель Доне |        |            |

## Экономика
В 2010 году среди 52 человек трудоспособного возраста (15-64 лет) 35 были экономически активными, 17 — неактивными (показатель активности — 67,3 %, в 1999 году было 73,4 %). Из 35 активных жителей работали 31 человек (20 мужчин и 11 женщин), безработных было 4 (0 мужчин и 4 женщины). Среди 17 неактивных 2 человека были учениками или студентами, 10 — пенсионерами, 5 были неактивными по другим причинам.

## Достопримечательности
- Церковь Успения Божьей Матери (XI век)
- Церковь Св. Варфоломея

## Фотогалерея

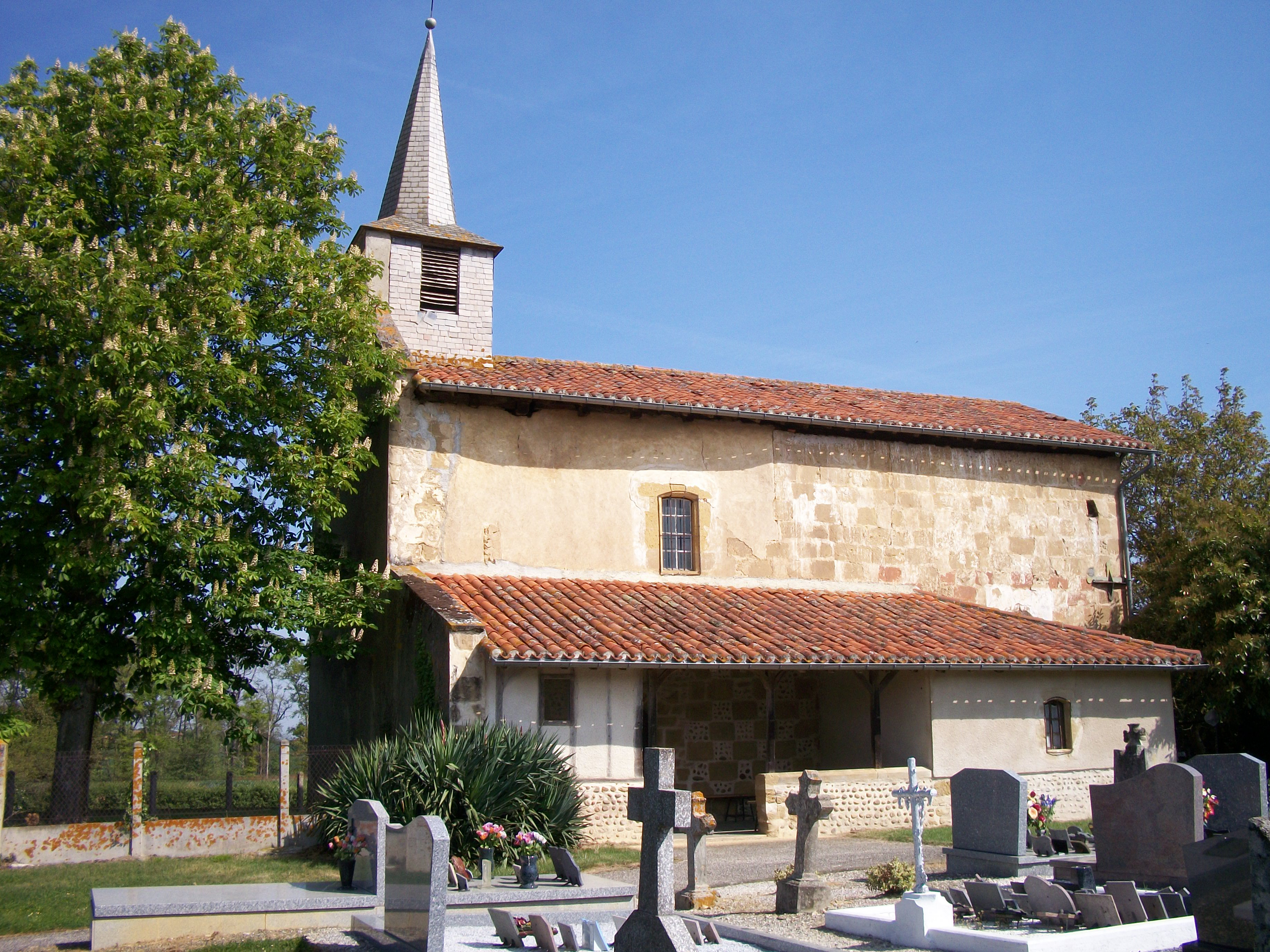
Церковь Успения Божьей Матери
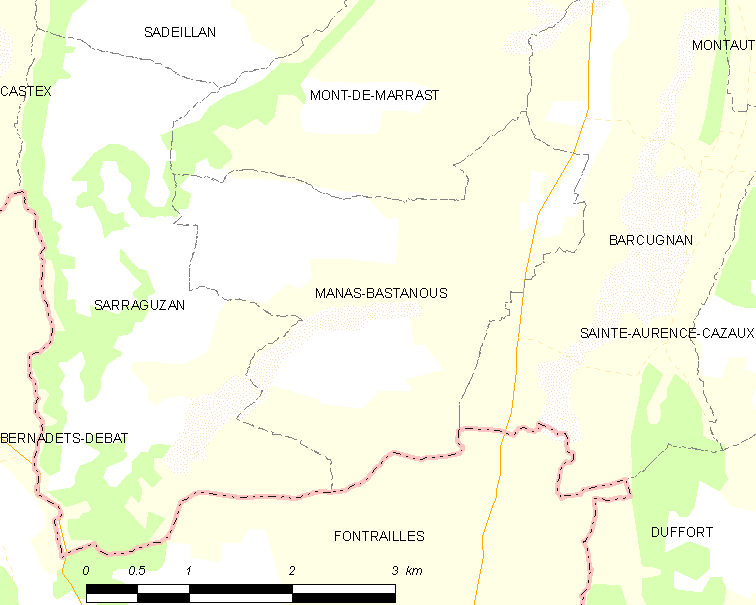
Карта коммуны